# Chełm
Chełm ([xɛwm] lyssna (fil); tyska: Kulm; ukrainska: Холм Cholm) är en stad i östra Polen. Den är belägen sydöst om Lublin, norr om Zamość, söder om Biała Podlaska och cirka 25 kilometer väster om gränsen mot Ukraina. Staden hade 63 734 invånare (2016).